# Exatlon Hungary (első évad)
Az Exatlon Hungary című extrémsport vetélkedő első évada 2019. január 2-án vette kezdetét a TV2-n. A műsorvezető Palik László volt. A főnyeremény 20 millió forint és a bajnoki trófea volt, amit a győztes vihetett haza.

## Versenyzők
| #   | Versenyzők                         | Csapat   | Play-Offs       | Medálok száma | Végeredmény  | Végleges statisztika |
| --- | ---------------------------------- | -------- | --------------- | ------------- | ------------ | -------------------- |
| 01° | Huszti Katalin 33, Cegléd          | Kihívók  | Exatlon Hungary | 0 (2)         | Győztes      | 61%                  |
| 01° | Huszti Katalin 33, Cegléd          | Kihívók  | Exatlon Hungary | 0 (2)         | 13. Kiesett  | 61%                  |
| 02° | Esztergályos Patrik 21, Tatabánya  | Bajnokok | Exatlon Hungary | 0 (3)         | 2. Helyezett | 55%                  |
| 03° | Gelencsér Tímea 25, Budapest       | Bajnokok | Exatlon Hungary | 2 (3)         | 24. Kiesett  | 49%                  |
| 04° | Dombi Rudolf 32, Budapest          | Bajnokok | Exatlon Hungary | 0 (1)         | 23. Kiesett  | 54%                  |
| 05° | Mischinger Péter 34, Budapest      | Kihívók  | Exatlon Hungary | 0 (2)         | 22. Kiesett  | 55%                  |
| 06° | Rákóczi Renáta 32, Kartal          | Bajnokok | Exatlon Hungary | 0             | 21. Kiesett  | 53%                  |
| 07° | Jóni Máté 21, Budapest             | Bajnokok | Exatlon Hungary | 0 (2)         | 20. Kiesett  | 39%                  |
| 08° | Szabó-Thomka Hanna 24, Nagykanizsa | Kihívók  | Exatlon Hungary | 0 (3)         | 19. Kiesett  | 56%                  |
| 09° | Ungvári Miklós 38, Cegléd          | Bajnokok |                 | 0 (2)         | 18. Kiesett  | 47%                  |
| 10° | Murvai Lívia 20, Győr              | Bajnokok | 0               | 17. Kiesett   | 36%          |                      |
| 11° | Provoda Jodes 28, Budapest         | Kihívók  | 0 (1)           | 16. Kiesett   | 54%          |                      |
| 12° | Fodor Rajmund 43, Szeged           | Bajnokok | 0               | 15. Kiesett   | 30%          |                      |
| 13° | Salander Dorina 24, Szentgotthárd  | Kihívók  | 2 (4)           | 14. Kiesett   | 53%          |                      |
| 14° | Drobina Norbert 22, Budapest       | Kihívók  | 0               | 12. Kiesett   | 45%          |                      |
| 15° | Palásti Ágnes 26, Budapest         | Kihívók  | 0 (1)           | 11. Kiesett   | 49%          |                      |
| 16° | Kása András 42, Agárd              | Kihívók  | 2               | 10. Kiesett   | 60%          |                      |
| 17° | Sáfrány Emese 30, Komló            | Bajnokok | 0               | 9. Kiesett    | 14%          |                      |
| 18° | Facskó Szidónia 29, Cegléd         | Kihívók  | 0               | 8. Kiesett    | 22%          |                      |
| 19° | Gyarmati Panka 25, Eger            | Bajnokok | 0               | 7. Kiesett    | 39%          |                      |
| 20° | Rozs Gergely 27, Pákozd            | Kihívók  | 0               | 6. Kiesett    | 64%          |                      |
| 21° | Görgey Petra 32, Budapest          | Kihívók  | 0               | 5. Kiesett    | 44%          |                      |
| 22° | Bán Norbert 29, Budapest           | Kihívók  | 0               | 4. Kiesett    | 53%          |                      |
| 23° | Bereczki Krisztián 29, Budapest    | Bajnokok | 0               | 3. Kiesett    | 20%          |                      |
| 24° | Miló Viktória 40, Budapest         | Bajnokok | 0               | 2. Kiesett    | 18%          |                      |
| 25° | Vass Dóra 27, Budapest             | Bajnokok | 0               | 1. Kiesett    | 50%          |                      |

## Összesített eredmény
| – Továbbjutott versenyző a csapatversenyek során |
| – Továbbjutott versenyző az egyéni játékban      |
| – Vezető versenyző                               |
| – A versenyző feladta                            |
| – Sérülés miatt hazaküldve                       |
| – Kiesett versenyző                              |
| – Párbaj ellenfél                                |
| – 2.helyezett versenyző                          |
| – Győztes versenyző                              |

| Versenyző | Versenyző  | 1. Hét (Január 2-6) | 2. Hét (Január 7-11) | 3. Hét (Január 14-18) | 4. Hét (Január 21-25) | 5. Hét (Január 28 – Február 1) | 6. Hét (Február 4-8) | 7-8. Hét (Február 11-22) | 9. Hét (Február 25 – Március 1) | 10. Hét (Március 4-8) | 11. Hét (Március 11-15) | 12. Hét (Március 18-22) | 13. Hét (Március 25-29) | 14. Hét (Április 1-5) | 15. Hét (Április 8-12) | 16-17. Hét (Április 15-22) | 16-17. Hét (Április 15-22) | 16-17. Hét (Április 15-22) |
| --------- | ---------- | ------------------- | -------------------- | --------------------- | --------------------- | ------------------------------ | -------------------- | ------------------------ | ------------------------------- | --------------------- | ----------------------- | ----------------------- | ----------------------- | --------------------- | ---------------------- | -------------------------- | -------------------------- | -------------------------- |
|           | Katalin    | Nem Szerepelt       | Nem Szerepelt        | Nem Szerepelt         | Nem Szerepelt         | Nem Szerepelt                  | Nem Szerepelt        | Korpa                    | Vezető                          | *Kiesett              | Továbbjutott            | Vezető                  | Továbbjutott            | Korpa                 | Továbbjutott           | Továbbjutott               | Továbbjutott               | Győztes                    |
|           | Patrik     | Nem Szerepelt       | Nem Szerepelt        | Nem Szerepelt         | Nem Szerepelt         | Korpa                          | Továbbjutott         | Továbbjutott             | Továbbjutott                    | Továbbjutott          | Vezető                  | Továbbjutott            | Vezető                  | Párbajozó             | Továbbjutott           | Párbajozó                  | Továbbjutott               | 2.Helyezett                |
|           | Tímea      | Párbajozó           | Korpa                | Továbbjutott          | Továbbjutott          | Párbajozó                      | Továbbjutott         | Továbbjutott             | Továbbjutott                    | Továbbjutott          | Korpa                   | Továbbjutott            | Korpa                   | Korpa                 | Továbbjutott           | Párbajozó                  | Kiesett                    |                            |
|           | Rudolf     | Korpa               | Korpa                | Továbbjutott          | Továbbjutott          | Korpa                          | Továbbjutott         | Továbbjutott             | Továbbjutott                    | Továbbjutott          | Korpa                   | Továbbjutott            | Korpa                   | Továbbjutott          | Párbajozó              | Továbbjutott               | Kiesett                    |                            |
|           | Péter      | Továbbjutott        | Továbbjutott         | Korpa                 | Korpa                 | Továbbjutott                   | Korpa                | Korpa                    | Párbajozó                       | Korpa                 | Továbbjutott            | Párbajozó               | Továbbjutott            | Továbbjutott          | Továbbjutott           | Kiesett                    |                            |                            |
|           | Renáta     | Vezető              | Vezető               | Továbbjutott          | Továbbjutott          | Vezető                         | Továbbjutott         | Továbbjutott             | Továbbjutott                    | Továbbjutott          | Korpa                   | Továbbjutott            | Párbajozó               | Korpa                 | Párbajozó              | Kiesett                    |                            |                            |
|           | Máté       | Nem Szerepelt       | Nem Szerepelt        | Nem Szerepelt         | Nem Szerepelt         | Nem Szerepelt                  | Nem Szerepelt        | Továbbjutott             | Továbbjutott                    | Továbbjutott          | Korpa                   | Továbbjutott            | Korpa                   | Továbbjutott          | Kiesett                |                            |                            |                            |
|           | Hanna      | Továbbjutott        | Továbbjutott         | Korpa                 | Korpa                 | Továbbjutott                   | Vezető               | Vezető                   | Korpa                           | Vezető                | Továbbjutott            | Korpa                   | Továbbjutott            | Korpa                 | Kiesett                |                            |                            |                            |
|           | Miklós     | Korpa               | Korpa                | Továbbjutott          | Továbbjutott          | Korpa                          | Továbbjutott         | Továbbjutott             | Továbbjutott                    | Továbbjutott          | Párbajozó               | Továbbjutott            | Korpa                   | Kiesett               |                        |                            |                            |                            |
|           | Lívia      | Nem Szerepelt       | Nem Szerepelt        | Nem Szerepelt         | Nem Szerepelt         | Nem Szerepelt                  | Nem Szerepelt        | Továbbjutott             | Továbbjutott                    | Továbbjutott          | Korpa                   | Továbbjutott            | Kiesett                 |                       |                        |                            |                            |                            |
|           | Jodes      | Nem Szerepelt       | Nem Szerepelt        | Nem Szerepelt         | Nem Szerepelt         | Nem Szerepelt                  | Nem Szerepelt        | Korpa                    | Korpa                           | Korpa                 | Továbbjutott            | Kiesett                 |                         |                       |                        |                            |                            |                            |
|           | Rajmund    | Korpa               | Párbajozó            | Továbbjutott          | Továbbjutott          | Korpa                          | Továbbjutott         | Továbbjutott             | Továbbjutott                    | Továbbjutott          | Kiesett                 |                         |                         |                       |                        |                            |                            |                            |
|           | Dorina     | Továbbjutott        | Továbbjutott         | Párbajozó             | Vezető                | Továbbjutott                   | Korpa                | Párbajozó                | Korpa                           | Párbajozó             | Kiesett                 |                         |                         |                       |                        |                            |                            |                            |
|           | D. Norbert | Nem Szerepelt       | Nem Szerepelt        | Nem Szerepelt         | Nem Szerepelt         | Továbbjutott                   | Korpa                | Korpa                    | Kiesett                         |                       |                         |                         |                         |                       |                        |                            |                            |                            |
|           | Ágnes      | Továbbjutott        | Továbbjutott         | Korpa                 | Korpa                 | Továbbjutott                   | Párbajozó            | Kiesett                  |                                 |                       |                         |                         |                         |                       |                        |                            |                            |                            |
|           | András     | Továbbjutott        | Továbbjutott         | Korpa                 | Párbajozó             | Továbbjutott                   | Korpa                | Kiesett                  |                                 |                       |                         |                         |                         |                       |                        |                            |                            |                            |
|           | Emese      | Nem Szerepelt       | Nem Szerepelt        | Nem Szerepelt         | Nem Szerepelt         | Korpa                          | Továbbjutott         | Feladta                  |                                 |                       |                         |                         |                         |                       |                        |                            |                            |                            |
|           | Szidónia   | Nem Szerepelt       | Nem Szerepelt        | Nem Szerepelt         | Nem Szerepelt         | Továbbjutott                   | Kiesett              |                          |                                 |                       |                         |                         |                         |                       |                        |                            |                            |                            |
|           | Panka      | N/S                 | Korpa                | Továbbjutott          | Továbbjutott          | Kiesett                        |                      |                          |                                 |                       |                         |                         |                         |                       |                        |                            |                            |                            |
|           | Gergely    | Továbbjutott        | Továbbjutott         | Vezető                | Kiesett               |                                |                      |                          |                                 |                       |                         |                         |                         |                       |                        |                            |                            |                            |
|           | Petra      | Továbbjutott        | Továbbjutott         | Kiesett               |                       |                                |                      |                          |                                 |                       |                         |                         |                         |                       |                        |                            |                            |                            |
|           | B. Norbert | Továbbjutott        | Továbbjutott         | Feladta               |                       |                                |                      |                          |                                 |                       |                         |                         |                         |                       |                        |                            |                            |                            |
|           | Krisztián  | Korpa               | Kiesett              |                       |                       |                                |                      |                          |                                 |                       |                         |                         |                         |                       |                        |                            |                            |                            |
|           | Viktória   | Kiesett             |                      |                       |                       |                                |                      |                          |                                 |                       |                         |                         |                         |                       |                        |                            |                            |                            |
|           | Dóra       | Kiesett             |                      |                       |                       |                                |                      |                          |                                 |                       |                         |                         |                         |                       |                        |                            |                            |                            |

*A párbaj győztese, Salander Dorina a következő héten sérülés végett volt kénytelen feladni a játékot. Helyére a párbajon alulmaradt Huszti Katalin jöhetett vissza, ezáltal kapva egy második esélyt.

## Csapatversenyek

### Villa játék
| Hét | Epizód | Nyertes csapat (Villa) | Vesztes csapat (faház) | Eredmény | Pálya        |
| --- | ------ | ---------------------- | ---------------------- | -------- | ------------ |
| 1   | 1      | Kihívók                | Bajnokok               | 10-6     | Csillag      |
| 2   | 6      | Kihívók                | Bajnokok               | 10-7     | Kalapácsok   |
| 2   | 8      | Bajnokok               | Kihívók                | 10-6     | Sártenger    |
| 3   | 11     | Bajnokok               | Kihívók                | 10-6     | Gyűrűk       |
| 4   | 17     | Bajnokok               | Kihívók                | 10-7     | Kalapácsok   |
| 5   | 22     | Kihívók                | Bajnokok               | 10-9     | Özönvíz      |
| 6   | 26     | Kihívók                | Bajnokok               | 10-5     | Szekér       |
| 7   | 31     | Kihívók                | Bajnokok               | 10-5     | Vízakna      |
| 8   | 36     | Kihívók                | Bajnokok               | 10-6     | Szekér       |
| 9   | 41     | Bajnokok               | Kihívók                | 10-9     | Súlytalanság |
| 10  | 46     | Kihívók                | Bajnokok               | 10-7     | Híd          |
| 11  | 51     | Kihívók                | Bajnokok               | 10-3     | Gyűrűk       |
| 12  | 56     | Bajnokok               | Kihívók                | 10-8     | Lépcsősor    |
| 13  | 61     | Kihívók                | Bajnokok               | 10-4     | Sártenger    |
| 14  | 66     | Kihívók                | Bajnokok               | 10-2     | Csillag      |

### Jutalomjáték
| Hét | Epizód | Nyertes csapat | Eredmény | Jutalom                                                  | Pálya       |
| --- | ------ | -------------- | -------- | -------------------------------------------------------- | ----------- |
| 6   | 28     | Kihívók        | 10-8     | Katamarán túra                                           | Csillag     |
| 7   | 32     | Bajnokok       | 10-6     | Sushi vacsora                                            | Csúszda     |
| 8   | 37     | Kihívók        | 10-9     | 1. adás megtekintése + 3x "Újrajátszás" (ismételt futam) | Híd         |
| 9   | 42     | Kihívók        | 10-9     | Beach Party                                              | Sártenger   |
| 10  | 48     | Kihívók        | 10-8     | Mini edzőterem + 1 pont előny                            | Mocsár      |
| 11  | 53     | Bajnokok       | 10-7     | Testi-lelki feltöltődés                                  | Özönvíz     |
| 12  | 57     | Kihívók        | 10-3     | Búvárkodás                                               | Gumiabroncs |
| 13  | 62     | Kihívók        | 10-3     | Santo Domingo                                            | Özönvíz     |
| 14  | 68     | Kihívók        | 10-5     | Kalandozás az óceánon                                    | Híd         |

### Pénz játék
| Hét | Epizód | Nyertes csapat | Eredmény     | Pálya        | Férfi nyertes    | Női nyertes        | Pálya      | Nyert összeg |
| --- | ------ | -------------- | ------------ | ------------ | ---------------- | ------------------ | ---------- | ------------ |
| 1   | 2      | Kihívók        | 10-5         | Gumiabroncs  | Kása András      | Szabó-Thomka Hanna | Tolóhenger | 500 000 Ft   |
| 3   | 13     | Egyéni játék   | Egyéni játék | Egyéni játék | Mischinger Péter | Gyarmati Panka     | Tekerő     | 1 000 000 Ft |
| 5   | 23     | Egyéni játék   | Egyéni játék | Egyéni játék | Fodor Rajmund    | Szabó-Thomka Hanna | Mocsár     | 1 000 000 Ft |

### Előny játék
| Hét | Epizód | Nyertes csapat | Eredmény | Előny                                                     |            |
| --- | ------ | -------------- | -------- | --------------------------------------------------------- | ---------- |
| 1   | 4      | Kihívók        | 10-3     | 1 pont előny                                              | Híd        |
| 2   | 9      | Kihívók        | 10-7     | Az ellenfél ügyességi játéka nehezebb                     | Szekér     |
| 3   | 14     | Kihívók        | 10-4     | Az első körben megválaszthatja a játékosok ellenfeleit    | Csillag    |
| 4   | 19     | Bajnokok       | 10-6     | Kiválaszthatja az ügyességi játékot                       | Lépcsősor  |
| 7   | 34     | Bajnokok       | 10-4     | 3x "Újrajátszás" (ismételt futam)                         | Kalapácsok |
| 9   | 43     | Kihívók        | 10-3     | 2x blokkolhatja az ellenfél egyik játékosát               | Lépcsősor  |
| 11  | 52     | Bajnokok       | 10-6     | 1 pont előny                                              | Csúszda    |
| 12  | 58     | Bajnokok       | 10-6     | Kiválaszthatja az ügyességi játékot                       | Csillag    |
| 13  | 63     | Kihívók        | 10-3     | Eggyel kevesebb pontot kell elérnie az ügyességi játékban | Gyűrűk     |

### Medál játék
| Hét | Epizód | Férfi nyertes       | Női nyertes        | Pálya        | Plusz jutalom               |
| --- | ------ | ------------------- | ------------------ | ------------ | --------------------------- |
| 1   | 3      | Kása András         | Szabó-Thomka Hanna | Csúszda      | —                           |
| 2   | 7      | Kása András         | Palásti Ágnes      | Súlytalanság | 3-3 percre hazatelefonálhat |
| 4   | 18     | Ungvári Miklós      | Salander Dorina    | Gumiabroncs  | Kényeztető masszázs         |
| 5   | 25     | Mischinger Péter    | Szabó-Thomka Hanna | Híd          | —                           |
| 6   | 30     | Esztergályos Patrik | Salander Dorina    | Gumiabroncs  | —                           |
| 7   | 33     | Ungvári Miklós      | Salander Dorina    | Gyűrűk       | —                           |
| 8   | 39     | Dombi Rudolf        | Huszti Katalin     | Csúszda      | —                           |
| 9   | 45     | Esztergályos Patrik | Salander Dorina    | Siklás       | —                           |
| 10  | 50     | Esztergályos Patrik | Gelencsér Tímea    | Gumiabroncs  | —                           |
| 11  | 55     | Provoda Jodes       | Huszti Katalin     | Súlytalanság | —                           |
| 12  | 60     | Jóni Máté           | Gelencsér Tímea    | Vízakna      | —                           |
| 13  | 65     | Jóni Máté           | Szabó-Thomka Hanna | Súlytalanság | —                           |
| 14  | 69     | Mischinger Peter    | Gelencsér Tímea    | Özönvíz      | —                           |

### Végjáték és Párbaj
| Hét   | Epizód | Nyertes csapat | Eredmény   | Eredmény | Pálya        | Párbaj              | Párbaj              | Párbaj             | Párbaj                 | Párbaj             | Párbaj     |
| Hét   | Epizód | Nyertes csapat | Eredmény   | Eredmény | Pálya        | Legjobb játékos     | Leggyengébb játékos | Ellenfél           | Pontszám (Szettszám)   | Kieső              | Pálya      |
| ----- | ------ | -------------- | ---------- | -------- | ------------ | ------------------- | ------------------- | ------------------ | ---------------------- | ------------------ | ---------- |
| 1     | 5      | Kihívók        | 10-5       | 10-5     | Mocsár       | Rákóczi Renáta      | Miló Viktória       | Gelencsér Tímea    | 0-3                    | Miló Viktória      | Vízakna    |
| 2     | 10     | Kihívók        | 10-2       | 10-2     | Özönvíz      | Rákóczi Renáta      | Fodor Rajmund       | Bereczki Krisztián | 3-2                    | Bereczki Krisztián | Siklás     |
| 3     | 15     | Bajnokok       | 10-7       | 10-7     | Csúszda      | Rozs Gergely        | Salander Dorina     | Görgey Petra       | 3-0                    | Görgey Petra       | Siklás     |
| 4     | 20     | Bajnokok       | 10-5       | 10-5     | Tolóhenger   | Salander Dorina     | Rozs Gergely        | Kása András        | Sérülés miatt lezárult | Rozs Gergely       | Vízakna    |
| 5     | 24-25  | Kihívók        | 10-8       | 10-8     | Súlytalanság | Rákóczi Renáta      | Gyarmati Panka      | Gelencsér Tímea    | 0-4 (0-2)              | Gyarmati Panka     | Sártenger  |
| 6     | 29-30  | Bajnokok       | 10-8       | 10-8     | Tekerő       | Szabó-Thomka Hanna  | Facskó Szidónia     | Palásti Ágnes      | 3-4 (1-2)              | Facskó Szidónia    | Tolóhenger |
| 7     | 35     | Bajnokok       | 1. forduló | 10-3     | Lépcsősor    | Szabó-Thomka Hanna  | Palásti Ágnes       | Salander Dorina    | 4-4 (1-2)              | Palásti Ágnes      | Vízakna    |
| 8     | 38-39  | Kihívók        | 2. forduló | 10-3     | Mocsár       | Szabó-Thomka Hanna  | Palásti Ágnes       | Salander Dorina    | 4-4 (1-2)              | Palásti Ágnes      | Vízakna    |
| 8     | 38-39  | Bajnokok       | döntő      | 5-4      | Gumiabroncs  | Szabó-Thomka Hanna  | Palásti Ágnes       | Salander Dorina    | 4-4 (1-2)              | Palásti Ágnes      | Vízakna    |
| 9     | 44-45  | Bajnokok       | 10-9       | 10-9     | Csillag      | Huszti Katalin      | Drobina Norbert     | Mischinger Péter   | 0-4 (0-2)              | Drobina Norbert    | Tolóhenger |
| 10    | 49-50  | Bajnokok       | 10-6       | 10-6     | Szekér       | Szabó-Thomka Hanna  | Huszti Katalin      | Salander Dorina    | 1-5 (0-2)              | Huszti Katalin     | Vízakna    |
| 11    | 54-55  | Kihívók        | 10-4       | 10-4     | Híd          | Esztergályos Patrik | Fodor Rajmund       | Ungvári Miklós     | 2-4 (0-2)              | Fodor Rajmund      | Siklás     |
| 12-13 | 59,61  | Bajnokok       | 10-7       | 10-7     | Mocsár       | Huszti Katalin      | Provoda Jodes       | Mischinger Peter   | 5-3 (2-0)              | Provoda Jodes      | Siklás     |
| 13    | 64-65  | Kihívók        | 10-3       | 10-3     | Csúszda      | Esztergályos Patrik | Murvai Lívia        | Rákóczi Renáta     | 1-4 (0-2)              | Murvai Lívia       | Tolóhenger |

Ha egy párbajon egy versenyző 4 vagy több pont megszerzése után sem nyert, az abból adódott, hogy ellenfele medálokat használt fel, plusz életért.

## Nemzetközi mérkőzések

### Nemzetközi játék
| Hét | Epizód | Nyertes ország        | Vesztes ország | Eredmény | Pálya     |
| --- | ------ | --------------------- | -------------- | -------- | --------- |
| 3   | 12     | Magyarország          | Románia        | 10-8     | Lépcsősor |
| 4   | 16     | Magyarország          | Románia        | 10-4     | Híd       |
| 5   | 21     | Mexikó                | Magyarország   | 10-4     | Gyűrűk    |
| 6   | 27     | Mexikó                | Magyarország   | 10-6     | Siklás    |
| 8   | 40     | Dominikai Köztársaság | Magyarország   | 10-6     | Özönvíz   |
| 10  | 47     | Dominikai Köztársaság | Magyarország   | 10-4     | Tekerő    |

## Egyéni játék

### Férfi selejtező
| Hét            | Epizód       | Versenyző           | Kapott élet         | Megmaradt élet       | Pálya          | Pálya        |
| Ötök viadala   | Ötök viadala | Ötök viadala        | Ötök viadala        | Ötök viadala         | Ötök viadala   | Ötök viadala |
| -------------- | ------------ | ------------------- | ------------------- | -------------------- | -------------- | ------------ |
| 14             | 67           | Dombi Rudolf        | 5                   | 4                    | Gumiabroncs    | Gumiabroncs  |
| 14             | 67           | Esztergályos Patrik | 6                   | 0                    |                |              |
| 14             | 67           | Jóni Máté           | 3                   | 0                    |                |              |
| 14             | 67           | Mischinger Péter    | 4                   | 0                    |                |              |
| 14             | 67           | Ungvári Miklós      | 4                   | 0                    |                |              |
| Négyek viadala |              |                     |                     |                      |                |              |
| 14             | 69           | Esztergályos Patrik | 5                   | 0                    | Siklás         | Siklás       |
| 14             | 69           | Jóni Máté           | 3                   | 1                    | Siklás         | Siklás       |
| 14             | 69           | Mischinger Péter    | 4                   | 0                    | Siklás         | Siklás       |
| 14             | 69           | Ungvári Miklós      | 4                   | 0                    | Siklás         | Siklás       |
| Hármak viadala |              |                     |                     |                      |                |              |
| 14             | 70           | Esztergályos Patrik | 4                   | 0                    | Mocsár         | Mocsár       |
| 14             | 70           | Mischinger Péter    | 5                   | 2                    | Mocsár         | Mocsár       |
| 14             | 70           | Ungvári Miklós      | 3                   | 0                    | Mocsár         | Mocsár       |
| Párbaj         |              |                     |                     |                      |                |              |
| Hét            | Epizód       | 1. résztvevő        | 2. résztvevő        | Pontszám (Szettszám) | Kieső          | Pálya        |
| 14             | 70           | Ungvári Miklós      | Esztergályos Patrik | 6-6 (1-2)            | Ungvári Miklós | Vízakna      |

### Jutalomjáték
| Hét | Epizód | Nyertesek      | Nyertesek        | Pálya        | Választott társ  | Választott társ     | Jutalom                       |
| --- | ------ | -------------- | ---------------- | ------------ | ---------------- | ------------------- | ----------------------------- |
| 15  | 72     | Rákóczi Renáta | Jóni Máté        | Tekerő       | Gelencsér Tímea  | Szabó-Thomka Hanna  | Kalandtúra a vízesésnél       |
| 15  | 74     | Huszti Katalin | Dombi Rudolf     | Híd          | Mischinger Péter | Esztergályos Patrik | Lazulás a tengerparton        |
| 16  | 76     | Rákóczi Renáta | Mischinger Péter | Özönvíz      | Gelencsér Tímea  | Huszti Katalin      | Habzsi dözsi egy cukrászdában |
| 16  | 78     | Huszti Katalin | Mischinger Péter | Súlytalanság | -                | -                   | Telefonhívás                  |

### Négyek viadala
| Hét | Epizód | Versenyző           | Kapott élet | Megmaradt élet | Pálya     |
| --- | ------ | ------------------- | ----------- | -------------- | --------- |
| 15  | 71     | Gelencsér Tímea     | 3           | 0              | Lépcsősor |
| 15  | 71     | Huszti Katalin      | 5           | 2              | Lépcsősor |
| 15  | 71     | Rákoczi Renáta      | 4           | 0              | Lépcsősor |
| 15  | 71     | Szabó-Thomka Hanna  | 4           | 0              | Lépcsősor |
| 15  | 71     | Dombi Rudolf        | 5           | 0              | Lépcsősor |
| 15  | 71     | Esztergályos Patrik | 4           | 3              | Lépcsősor |
| 15  | 71     | Jóni Máté           | 3           | 0              | Lépcsősor |
| 15  | 71     | Mischinger Péter    | 4           | 0              | Lépcsősor |

### Hármak viadala
| Hét                        | Epizód                     | Versenyző                  | Kapott élet                | Megmaradt élet             | Pálya                      |
| A legjobb háromba jutásért | A legjobb háromba jutásért | A legjobb háromba jutásért | A legjobb háromba jutásért | A legjobb háromba jutásért | A legjobb háromba jutásért |
| -------------------------- | -------------------------- | -------------------------- | -------------------------- | -------------------------- | -------------------------- |
| 15                         | 73                         | Gelencsér Tímea            | 3                          | 3                          | Gumiabroncs                |
| 15                         | 73                         | Rákóczi Renáta             | 4                          | 0                          | Gumiabroncs                |
| 15                         | 73                         | Szabó-Thomka Hanna         | 5                          | 0                          | Gumiabroncs                |
| 15                         | 75                         | Dombi Rudolf               | 5                          | 0                          | Gyűrűk                     |
| 15                         | 75                         | Jóni Máté                  | 3                          | 0                          | Gyűrűk                     |
| 15                         | 75                         | Mischinger Péter           | 4                          | 2                          | Gyűrűk                     |
| A döntőbe jutásért         |                            |                            |                            |                            |                            |
| 16                         | 77                         | Dombi Rudolf               | 5                          | 1                          | Szekér                     |
| 16                         | 77                         | Esztergályos Patrik        | 3                          | 0                          | Szekér                     |
| 16                         | 77                         | Mischinger Péter           | 4                          | 0                          | Szekér                     |
| 16                         | 77                         | Gelencsér Tímea            | 3                          | 0                          | Szekér                     |
| 16                         | 77                         | Huszti Katalin             | 5                          | 4                          | Szekér                     |
| 16                         | 77                         | Rákóczi Renáta             | 4                          | 0                          | Szekér                     |

### Párbaj
| Hét                        | Epizód                     | 1. résztvevő               | 2. résztvevő               | Pontszám (Szettszám)       | Kieső                      | Pálya                      |
| A legjobb háromba jutásért | A legjobb háromba jutásért | A legjobb háromba jutásért | A legjobb háromba jutásért | A legjobb háromba jutásért | A legjobb háromba jutásért | A legjobb háromba jutásért |
| -------------------------- | -------------------------- | -------------------------- | -------------------------- | -------------------------- | -------------------------- | -------------------------- |
| 15                         | 73                         | Rákóczi Renáta             | Szabó-Thomka Hanna         | 7-2 (2-1)                  | Szabó-Thomka Hanna         | Tolóhenger                 |
| 15                         | 75                         | Jóni Máté                  | Dombi Rudolf               | 3-6 (1-2)                  | Jóni Máté                  | Siklás                     |
| A döntőbe jutásért         |                            |                            |                            |                            |                            |                            |
| 16                         | 79                         | Gelencsér Tímea            | Rákóczi Renáta             | 4-0 (2-0)                  | Rákóczi Renáta             | Sártenger                  |
| 16                         | 79                         | Esztergályos Patrik        | Mischinger Péter           | 5-3 (2-1)                  | Mischinger Péter           | Sártenger                  |

### Döntő
| Hét | Epizód | 1. résztvevő   | 2. résztvevő        | Pontszám (Szettszám) | Kieső           | Pálya                    |
| --- | ------ | -------------- | ------------------- | -------------------- | --------------- | ------------------------ |
| 16  | 80     | Huszti Katalin | Gelencsér Tímea     | 7-5 (2-1)            | Gelencsér Tímea | Tekerő Vízakna Lépcsősor |
| 16  | 80     | Dombi Rudolf   | Esztergályos Patrik | 1-8 (0-2)            | Dombi Rudolf    | Tekerő Vízakna           |

### Bónusz játék
| Hét            | Epizód     | Versenyző          | Pályaidők  | Pályaidők  | Pályaidők  | Összesített idő |
| Hét            | Epizód     | Versenyző          | Híd        | Özönvíz    | Mocsár     | Összesített idő |
| Nők játéka     | Nők játéka | Nők játéka         | Nők játéka | Nők játéka | Nők játéka | Nők játéka      |
| -------------- | ---------- | ------------------ | ---------- | ---------- | ---------- | --------------- |
| 17             | 81         | Gelencsér Tímea    | 2:10:03    | 2:58:22    | 2:06:08    | 7:14:33         |
| 17             | 81         | Szabó-Thomka Hanna | 2:36:10    | 3:28:16    | 2:23:20    | 8:27:46         |
| 17             | 81         | Rákoczi Renáta     | 2:30:08    | 3:44:05    | 2:18:12    | 8:32:25         |
| Férfiak játéka |            |                    |            |            |            |                 |
| 17             | 81         | Mischinger Péter   | 1:43:06    | 1:57:00    | 1:23:22    | 5:03:28         |
| 17             | 81         | Dombi Rudolf       | 1:26:07    | 2:45:23    | 1:25:07    | 5:35:37         |
| 17             | 81         | Jóni Máté          | 2:04:19    | 2:54:10    | 1:30:10    | 6:28:39         |

### Szuperdöntő
| Hét | Epizód | Versenyző           | Pályaidők | Pályaidők | Pályaidők | Összesített idő | Arány   | Helyezés     |
| Hét | Epizód | Versenyző           | Híd       | Özönvíz   | Mocsár    | Összesített idő | Arány   | Helyezés     |
| --- | ------ | ------------------- | --------- | --------- | --------- | --------------- | ------- | ------------ |
| 17  | 81     | Huszti Katalin      | 2:05:24   | 2:09:08   | 1:30:03   | 5:44:35         | -20,72% | Győztes      |
| 17  | 81     | Esztergályos Patrik | 1:28:15   | 1:44:17   | 1:15:04   | 4:27:36         | -11,84% | 2. helyezett |